# معمي هيل
تعتبر تعمية ھیل أو تشفير هيل أول طريقة تعمية تتعامل فیھا مع 3 حروف في نفس الوقت، ويمكنك التعامل مع عدد أكبر من الأحرف (أو أقل) وتعتبر من التعميات المتعددة الألفبائيات. اخترعت سنة 1929 وسمیت بھذا الاسم نسبة إلى مخترعھا ليستر اس. هيل (Lester S. Hill) وھي تعتمد في عملھا على الجبر الخطي. ولكي تستطیع، التعمية بھا یجب أن یكون لدیك أساسیات التعامل مع المصفوفات (ضرب المصفوفات بالتحديد).

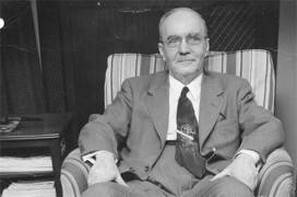
لستر هيل، مخترع المُعمِّي

يحتاج مُعَمِّي هيل إلى كلمة مفتاحية (Key Word) وهي عبارة عن كلمة يتم تحويل أحرفها إلى أرقام حسب تسلسل كل حرف في الأبجدية حيث يبدأ التسلسل ب 0 ليأخذ Z مثلا في الأبجدية الإنجليزية 25.
| Z  | Y  | X  | W  | V  | U  | T  | S  | R  | Q  | P  | O  | N  | M  | L  | K  | J | I | H | G | F | E | D | C | B | A |
| 25 | 24 | 23 | 22 | 21 | 20 | 19 | 18 | 17 | 16 | 15 | 14 | 13 | 12 | 11 | 10 | 9 | 8 | 7 | 6 | 5 | 4 | 3 | 2 | 1 | 0 |

## التعمية
يلزم أولاً اختيار الكلمة المفتاحية وتحويلها لمصفوفة أرقام على شكل n*n، مثلا كلمة JECD تصير {\displaystyle K={\begin{pmatrix}9&4\\2&3\end{pmatrix}}} وبعد ذلك يختار عدد أحرف النص الأولي على حسب مصفوفة الكلمة المفتاحية حيث أن أعمدة مصفوفة الكلمة المفتاحية يجب أن يساوي عدد صفوف مصفوفة أحرف النص الصريح، في هذه الحالة يجب أن يكون عدد الأحرف زوجيا مثلا لنختار كلمة Encryption كنص أصلي ولنختر التشفير بحرفين:
- En تصير {\displaystyle {\displaystyle {\begin{pmatrix}4\\13\end{pmatrix}}}}

- cr تصير {\displaystyle {\displaystyle {\begin{pmatrix}2\\17\end{pmatrix}}}}
- yp تصير {\displaystyle {\displaystyle {\begin{pmatrix}24\\15\end{pmatrix}}}}
- ti تصير {\displaystyle {\displaystyle {\begin{pmatrix}19\\8\end{pmatrix}}}}
- on تصير {\displaystyle {\displaystyle {\begin{pmatrix}14\\13\end{pmatrix}}}}

2. تُضرَب المصفوفتان ويحتاج ذلك معرفة طريقة الضرب بعدها يُقسَّم الناتج على 26  ويُحسب باقي القسمة (لأن عدد أحرف الأبجدية الإنجليزية 26 وهي الحروف المستخدمة في هذه الحالة).
{\displaystyle {\bigl (}{\begin{smallmatrix}9&4\\2&3\end{smallmatrix}}{\bigr )}{\tbinom {4}{13}}={\tbinom {88}{47}}}
{\displaystyle {\bigl (}{\begin{smallmatrix}9&4\\2&3\end{smallmatrix}}{\bigr )}{\tbinom {2}{17}}={\tbinom {86}{55}}}
{\displaystyle {\bigl (}{\begin{smallmatrix}9&4\\2&3\end{smallmatrix}}{\bigr )}{\tbinom {24}{15}}={\tbinom {276}{93}}}
{\displaystyle {\bigl (}{\begin{smallmatrix}9&4\\2&3\end{smallmatrix}}{\bigr )}{\tbinom {19}{8}}={\tbinom {203}{62}}}
{\displaystyle {\bigl (}{\begin{smallmatrix}9&4\\2&3\end{smallmatrix}}{\bigr )}{\tbinom {14}{13}}={\tbinom {178}{67}}}
ونعمل مود 26
- {\displaystyle {\tbinom {88}{47}}\equiv {\tbinom {10}{21}}{\pmod {26}}}
- {\displaystyle {\tbinom {86}{55}}\equiv {\tbinom {8}{3}}{\pmod {26}}}
- {\displaystyle {\tbinom {276}{93}}\equiv {\tbinom {16}{15}}{\pmod {26}}}
- {\displaystyle {\tbinom {203}{62}}\equiv {\tbinom {21}{10}}{\pmod {26}}}
- {\displaystyle {\tbinom {178}{67}}\equiv {\tbinom {22}{15}}{\pmod {26}}}

وتُغيَّر كل حرف بالعدد المقابل في الجدول ليصير النص الأولي بعد التعمية:
kvidqpvkwp

## فك التعمية

### الخطوات
1. نحدد أولا محدد المصفوفة وفي حالتنا {\displaystyle det(K)=19}، وهو غير منعدم.
2. نقوم بتحديد مود 26 المحدد {\displaystyle 19=19{\pmod {26}}} إذن{\displaystyle Detmod=19}، ويجب أن يكون {\displaystyle gcd(26,Detmod)=1} لذلك يجب أن يكون مخالفا ل13 وفرديا.
3. نقوم بتحديد x حيث أن {\displaystyle detmod*x=1{\pmod {26}}} في حالتنا لدينا {\displaystyle 11*19-1=208} و {\displaystyle 208=26*8} إذن x=11
4. نحسب adjx حيث أن adjx = x * adj . {\displaystyle adjx=11{\begin{pmatrix}3&-4\\-2&9\end{pmatrix}}={\begin{pmatrix}33&-44\\-22&99\end{pmatrix}}}
5. نعمل مود 26 لadjx {\displaystyle {\begin{pmatrix}33&-44\\-22&99\end{pmatrix}}={\begin{pmatrix}7&8\\4&21\end{pmatrix}}{\pmod {26}}}

إذن المصفوفة المعكوسة لمصفوفة المفتاح هي {\displaystyle {\begin{pmatrix}7&8\\4&21\end{pmatrix}}}

### بعد الحصول على المصفوفة المعكوسة
نأخذ النص المشفر ونقسمه إلى ثنائيات أو حسب المتفق عليه في حالتنا kv id qp vk wp. نحولها إلى مصفوفات ونضرب المصفوفة المعاكسة فيها:
{\displaystyle {\bigl (}{\begin{smallmatrix}7&8\\4&21\end{smallmatrix}}{\bigr )}{\tbinom {10}{21}}={\tbinom {238}{481}}}
{\displaystyle {\bigl (}{\begin{smallmatrix}7&8\\4&21\end{smallmatrix}}{\bigr )}{\tbinom {8}{3}}={\tbinom {80}{95}}}
{\displaystyle {\bigl (}{\begin{smallmatrix}7&8\\4&21\end{smallmatrix}}{\bigr )}{\tbinom {16}{15}}={\tbinom {232}{379}}}
{\displaystyle {\bigl (}{\begin{smallmatrix}7&8\\4&21\end{smallmatrix}}{\bigr )}{\tbinom {21}{10}}={\tbinom {227}{294}}}
{\displaystyle {\bigl (}{\begin{smallmatrix}7&8\\4&21\end{smallmatrix}}{\bigr )}{\tbinom {22}{15}}={\tbinom {274}{403}}}
ونعمل مود 26
- {\displaystyle {\tbinom {238}{481}}\equiv {\tbinom {4}{13}}{\pmod {26}}}
- {\displaystyle {\tbinom {80}{95}}\equiv {\tbinom {2}{17}}{\pmod {26}}}
- {\displaystyle {\tbinom {232}{379}}\equiv {\tbinom {24}{15}}{\pmod {26}}}
- {\displaystyle {\tbinom {227}{294}}\equiv {\tbinom {19}{8}}{\pmod {26}}}
- {\displaystyle {\tbinom {274}{403}}\equiv {\tbinom {14}{13}}{\pmod {26}}}

وبالتالي تصبح كلمة kvidqpvkwp كلمة encryption .